# Copa Unitat (Iemen)
La Copa Unitat, també anomenada Copa 22 de Maig, és una competició futbolística per eliminatòries del Iemen. És organitzada per la Yemen Football Association.

## Historial
Font:
| Any       | Campió                       | Resultat                     | Finalista                    |
| --------- | ---------------------------- | ---------------------------- | ---------------------------- |
| 1997-98   | Al-Wahda Sanà                | 2-1                          | Al-Shula Aden                |
| 1999      | Al-Tilal                     | 1-1 (5-3 p.)                 | Al Ahli San'a'               |
| 2004      | Al Ahli San'a'               | 5-1                          | Al-Hilal Al-Sahili           |
| 2007      | FC May 22                    | 1-0                          | Al-Saqr                      |
| 2008      | Al-Saqr                      | 1-1 (7-6 p.)                 | Al-Hilal Al-Sahili           |
| 2009      | Al-Sha'ab Hadramaut          | 1-1 (4-2 p.)                 | Al-Wahda Sanà                |
| 2010      | Al-Saqr                      | 1-0                          | Shabab Al Baydaa             |
| 2011      | suspès per la crisi política | suspès per la crisi política | suspès per la crisi política |
| 2012-2015 | No es disputà                | No es disputà                | No es disputà                |
| 2016      | Al-Wahda Aden                | 2-2 (5-4 p.)                 | Al-Shula Aden                |
| 2017      | Al-Fahman Abyan              | 2-0                          | Al-Shula Aden                |
| 2018      | Al-Wahda Aden                | 2-1                          | Al-Shula Aden                |
| 2019      | Al-Tadamon Shabwa            | 0-0 (3-2 p.)                 | Al-Jalaa                     |